# Михайлов, Альберт Георгиевич
Альберт Георгиевич Михайлов — советский хозяйственный, государственный и политический деятель, Герой Социалистического Труда.

## Биография
Родился в 1931 году в Полоцке. Член КПСС. В 1955 году окончил Казанский авиационный институт
С 1955 года — на хозяйственной, общественной и политической работе. В 1955—1998 гг. — старший мастер, заместитель начальника цеха, начальник цеха, заместитель главного инженера, главный инженер Воронежского авиационного завода, директор Воронежского завода строительных алюминиевых конструкций Минавиапрома СССР, генеральный директор Воронежского производственного авиационного объединения Министерства промышленности РСФСР.
Указом Президиума Верховного Совета СССР от 18 декабря 1991 года присвоено звание Героя Социалистического Труда с вручением ордена Ленина и золотой медали «Серп и Молот».
В 1995 году вместе с такими выдающимися земляками как  М. И. Картавцева, Я. А. Угай  был удостоен звания Почётный гражданин города Воронежа
Умер в Воронеже в 2002 году.